# British Basketball League 1989-1990
British Basketball League 1989-1990. La stagione regolare si concluse con i Kingston Kings al primo posto. Nei play off s'imposero gli stessi Kings che vinsero il campionato.

## Classifica finale[1]
| Squadra              | Pt | G  | V  | P  | % |
| -------------------- | -- | -- | -- | -- | - |
| 1. Kingston Kings    | 50 | 28 | 25 | 3  | - |
| 2. Manchester Giants | 42 | 28 | 21 | 7  | - |
| 3. Sunderland 76ers  | 40 | 28 | 20 | 8  | - |
| 4. Bracknell Tigers  | 40 | 28 | 20 | 8  | - |
| 5. Derby Rams        | 20 | 28 | 10 | 18 | - |
| 6. Leicester Riders  | 14 | 28 | 7  | 21 | - |
| 7. Solent Stars      | 14 | 28 | 7  | 21 | - |
| 8. London Docklands  | 4  | 28 | 2  | 21 | - |

## Verdetti
- Campione del Regno Unito:   Kingston Kings(*) (2º titolo)

(*)L'anno precedente la società era nominata Glasgow Rangers